# Swagger (software)
Swagger je open source framework pro návrh, tvorbu, dokumentaci a konzumaci RESTful web API. Kromě editoru pro tvorbu nového web API rozhraní, obsahuje swagger i nástroje pro automatizovanou dokumentaci a testování existujícího API (dle URL API), nástroj pro generování kódu podle zadaného rozhraní a taky nástroj pro vizualizaci a vyzkoušení navrženého API ještě před jeho implementací.
Swagger je podporován společností SmartBear Software, která se aktivně zapojila i do vzniku OpenAPI Initiative. Během vzniku OpenInitiative byla původní specifikace Swagger 2.0 předána do OpenAPI Initiative a tím vznikla specifikace OpenAPI 2.0. Tím došlo k oddělení Swaggeru od specifikace a dál už platí, že OpenAPI je specifikace a Swagger jsou nástroje pro implementaci této specifikace.

## Historie

### Vznik
Projekt Swagger API začal vytvářet v roce 2009 Tony Tam, technický spoluzakladatel anglického slovníku Wordnik ve firmě Reverb Technologies. V průběhu vývoje Wordniku byl Tam frustrován často opakovanou dokumentací API rozhraní a opakovaným generováním klientského SDK – oboje volalo po automatizaci. Tam proto navrhl jednoduché zobrazení API ve formátu JSON, které by stavělo na flexibilitě REST architektury a které by umožňovalo další funkce, jaké se používaly v nástrojích pro SOAP protokol. Koncept interaktivního uživatelského rozhraní připravil Ayush Gupta, Ramesh Pidikiti vedl implementaci původního generátoru kódu a návrhář / vývojář Zeke Sikilianos vytvořil jméno Swagger.
V srpnu 2011 byla vydána první specifikace Swaggeru – verze 1.0 Následovaly drobné úpravy ve verzi 1.1 (srpen 2012) a v březnu 2014 byla vydána verze 1.2 – první formální specifikace Swaggeru, ve které došlo k oddělení specifikace od implementace.

### Swagger 2.0 a SmartBear
V září 2014 byla vydána verze 2.0 ve které došlo k reorganizaci původního formátu swaggeru – místo dvou souborů je potřeba už jen jeden soubor – a také k dalším změnám jako byla širší podpora JSON schéma, podpora API metadat a další.
V březnu 2015 převzal podporu nad Swaggerem SmartBear Software, kam přestoupil v září 2015 i Tony Tam jako viceprezident.

### OpenAPI 2.0
V prosinci 2015 darovala SmartBear Software specifikaci swaggeru 2.0 do nově vzniklé OpenAPI iniciativy. Tím vznikla tzv. OpenAPI specifikace v 2.0 (obsahově shodná s původní specifikací Swagger 2.0) a byla přesunuta do nového úložiště v GitHubu. Od tohoto okamžiku je možné chápat OpenAPI jako specifikaci a Swagger jako nástroj pro implementaci této specifikace.

### OpenAPI 3.0
V červenci 2017 byla vydána OpenAPI specifikace verze 3.0, ve které došlo k některým změnám, jako např.:
- zjednodušení struktury a snazší znovu-použitelnost některých komponent
- rozšíření práce s tělem zpráv (body v requestu a v responsi)
- vylepšení definic pro zabezpečení včetně sjednocení OAuth 2 s terminologií, která se používá v OAuth 2
- vylepšení datových typů, které lze použít jako parametr
- a další

## Přehled nástrojů Swaggeru

### Návrh a vývoj API
Swagger Editor umožňuje manuální tvorbu rozhraní
Swagger Inspector slouží pro automatické generování dokumentace na základě existujících API.
Swagger Codegen slouží ke generování zdrojového kódu pro server a pro klienta z daného popisu rozhraní.

### Interakce s API
Swagger UI a Swagger Inspector umožňují provolat a testovat vlastní API (Swagger UI) nebo libovolné existující API (Swagger Inspector).

### Dokumentace API
Swagger Editor a Swagger UI umožňují interaktivně tvořit a popisovat rozhraní. Zároveň si lze takto popsaná rozhraní přímo vyzkoušet, včetně error volání.

## Srovnání s konkurencí
Kromě Swagger / OpenAPI specifikace, existují i další formáty pro popis API rozhraní, jako jsou RAML, API Blueprint (apiary.io) a další (WADL, Slate, ...).

### Výhody a nevýhody
Jako hlavní výhody a nevýhody se uvádí:

#### Swagger / OpenAPI
Výhody: Velmi rozšířený, velká komunita uživatelů a podporovatelů, největší podpora programovacích jazyků, velmi dobrá dokumentace a návody
Nevýhody: Postrádá možnost rozšířených konstrukcí pro metadata, vyžaduje použití schémat pro všechny typy odpovědí, není jednoduché s ním začít

#### RAML
Výhody: Podporuje rozšířené konstrukce, dostatečně rozšířený, lidsky čitelný formát, je snadné s ním začít
Nevýhody: Postrádá dostatečnou dokumentaci a návody nad rámec specifikace, omezené znovu-použití kódu, slabá podpora pro nové verze specifikací

#### API Blueprint
Výhody: Snadno pochopitelný, jednoduchý pro zápis rozhraní
Nevýhody: Málo rozšířený, postrádá rozšířené konstrukce, složitý na instalaci

### Statistiky použití
Pro srovnání, jak moc se používá který nástroj, viz např.:
- stackshare.io – v listopadu 2019 zde Swagger převyšoval ostatní nástroje cca desetinásobně
- Google Trends[nedostupný zdroj]- v listopadu 2019 zde hledání swagger api / open api převyšuje hledání ostatních nástrojů více než dvacetinásobně
- npm: swagger-tools, npm: raml, npm: apiaryio – sice nejde o zcela srovnatelné nástroje, ale pro představu – swagger-tools dosahuje v listopadu 2019 desítky tisíc stažení týdně, zatímco ostatní nástroje se stahují méně než stokrát – tzn. až tisícinásobný rozdíl